# TODAS. Debanhi, una historia de redes
#TODAS. Debanhi, una historia de redes es una serie documental mexicana que aborda los casos de tres feminicidios y desapariciones de mujeres, denunciando la impunidad y violencia de género existente en México, destacando el caso Debanhi Escobar.
El documental estrenó el primer episodio el 4 de marzo de 2025 por Las Estrellas y los otros dos episodios en la plataforma Vix.

## Argumento
El documental aborda tres casos de feminicidios sucedidos en el estado de Nuevo León entre los meses de marzo y abril del año 2022, siendo estos los de Yolanda Martínez, María Fernanda Contreras y Debanhi Escobar. El caso de esta última, al ser el que más impacto mediático tuvo, da su nombre al título.
Además, en los tres casos se incluye las opiniones de periodistas y autoridades involucradas, así como testimonios de las familias. Arisbeth Márquez confirmó que los padres adoptivos de Debanhi no hicieron alguna aparición, debido a que se rehusaron a ser entrevistados allí.

## Producción
La idea de llevarse a cabo un documental que tratara más a fondo el caso de Debanhi empezaron a sondear por junio de 2023. Sin embargo, momentáneamente se dio marcha atrás, ya que los padres adoptivos de la fallecida joven recibieron críticas por lucrar con su imagen y trivializar el feminicidio.
No obstante, el proyecto revivió a finales de ese mismo año 2023 al darse a conocer que el rodaje del documental, pero Mario Escobar, padre adoptivo de Debanhi, decidió emprender acciones legales contra los productores, a quienes acusó de «revictimizar» a su hija.
En diciembre de 2024, Mario Escobar anunció que para inicios de 2025 el documental saldría al aire en plataformas de streaming, aunque nuevamente fue objeto de críticas por lucrar con el caso.

## Episodios
| N.º en serie | N.º en temp. | Título        | Fecha de lanzamiento original |
| ------------ | ------------ | ------------- | ----------------------------- |
| 1            | 1            | «La ola»      | 6 de marzo de 2025            |
| 2            | 2            | «La zona 6.9» | 6 de marzo de 2025            |
| 3            | 3            | «La red»      | 6 de marzo de 2025            |